# Рам'єр
Рам'єр (фр. Ramiers або Site de Ramiers) — комплекс з чотирьох фортів біля гаїтянського міста Кап-Аїтьєн, збудований під час правління та за наказом короля Анрі Крістофа. Ці форти прикривали тилові підступи до цитаделі Лафер'єр та були розташовані на високих пагорбах, що добре видимі з міста. Разом з іншими укріпленнями району, зараз руїни цих будівель вважаються одним з символів незалежності країни.